# Alice Teodorescu Måwe
Alice Alexandra Teodorescu Måwe, född Teodorescu 2 maj 1984 i Bukarest i Rumänien, är en svensk politiker och jurist. Hon är sedan 2024 Europaparlamentariker för Kristdemokraterna.
Teodorescu Måwe har tidigare varit verksam som ledarskribent och borgerlig samhällsdebattör. Åren 2015–2019 var hon politisk redaktör för Göteborgs-Posten. Därefter blev hon huvudsekreterare för Moderata samlingspartiets nya idéprogram. I januari 2024 lanserades hon som toppkandidat för Kristdemokraterna i Europaparlamentsvalet 2024 dagen efter att hon blivit medlem i partiet.

## Biografi
Teodorescu Måwe kom till Sverige 1989 och växte upp i Lund. Under sin gymnasietid studerade hon vid Katedralskolan i Lund, där hon också var elevrådets ordförande under sitt sista läsår. Hon tog studenten i juni 2003.
I januari 2004 påbörjade hon juristprogrammet vid Lunds universitet. Under höstterminen 2006 läste hon även en grundkurs i freds- och konfliktvetenskap vid Lunds universitet. Hon avlade juristexamen i juni 2008.
Våren 2007 praktiserade hon vid den svenska ambassaden i Köpenhamn. Sommaren 2007 arbetade hon som notarie vid Länsrätten i Stockholms län. Sommaren 2008 arbetade hon som handläggare på Migrationsverket. Därefter gick hon Timbros utbildningsprogram Stureakademin. 2009 började hon arbeta som kommunikationsstrateg på Svenskt Näringsliv efter att dessförinnan ha praktiserat på organisationens kontor i Bryssel. Samma år grundade hon det kvinnliga nätverket "En plats i himlen för kvinnor som hjälper varandra".
Under 2022 var hon chef för samhällskontakter på skolkoncernen Academedia.

### Journalistik
Teodorescu Måwe har varit ledarskribent bland annat på Svenska Dagbladet, Skånska Dagbladet, Barometern Oskarshamns-Tidningen, Barometern och Gotlands Allehanda. I september 2014 blev hon kolumnist hos Aftonbladet. I januari 2015 utsågs hon till politisk redaktör och chef för Göteborgs-Postens ledar- och debattsidor. Valet av Teodorescu Måwe som politisk redaktör väckte uppmärksamhet, eftersom det av vissa tolkades som att tidningen därmed bytte riktning från socialliberal till liberalkonservativ.
I december 2020 blev hon politisk chefredaktör för den nya tidningen Bulletin. Hon avgick i mars 2021 efter en konflikt med ägarna, samtidigt med bland andra chefredaktören Ivar Arpi, ledarskribenten Susanna Birgersson och kulturchefen Fredrik Ekelund. I maj 2021 blev Teodorescu krönikör i Fokus och på Expressens ledarsida. I juni 2021 blev Teodorescu krönikör i magasinet Affärsvärlden. I mars 2023 började Teodorescu Måwe att skriva för Dagens Nyheters ledarsidor som oberoende kolumnist. Efter ett knappt år fick hon sluta eftersom hon arbetat inom lobbyverksamhet vilket inte var förenligt med tidningens principer om att hålla avstånd mellan opinionsbildning och lobbybyråer.
Under hösten 2023 började det politiska debattprogrammet Teodorescu & Suhonen att sändas på SVT. I programmet tog Teodorescu Måwe och vänsterdebattören Daniel Suhonen upp aktuella frågor tillsammans med gäster. Efter att det femte avsnittet sänts ersattes Teodorescu Måwe i programmet då det stod klart att hon skulle kandidera till EU-valet för Kristdemokraterna.

### Partipolitiskt engagemang

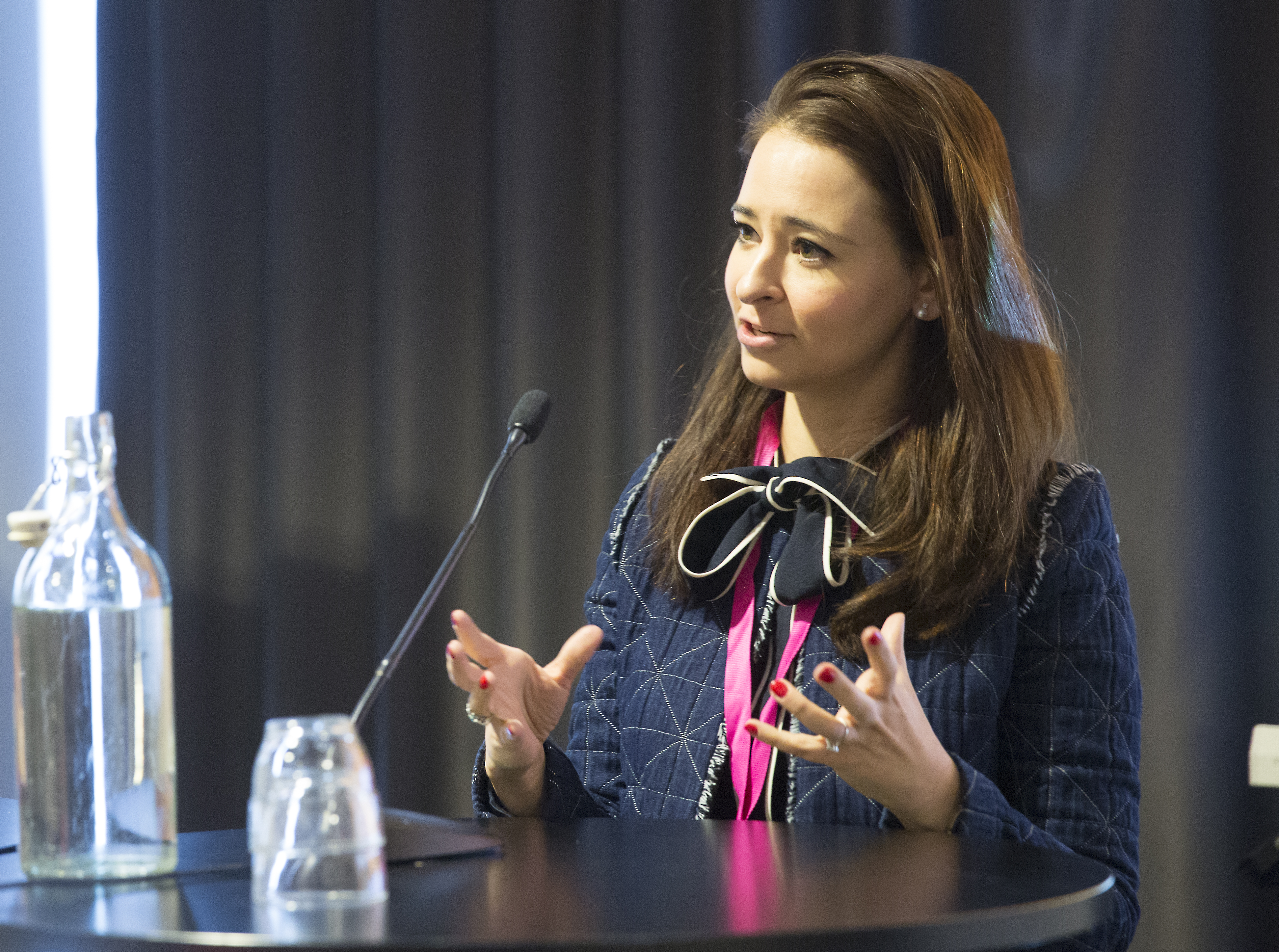
Teodorescu Måwe talar på Malmö Live den 2 april 2019.

I april 2019 presenterade Moderaterna en arbetsgrupp som skulle utveckla ett nytt idéprogram, med Christofer Fjellner som ordförande och Teodorescu Måwe som huvudsekreterare. Samtidigt avslutade hon sin tjänst som politisk redaktör på Göteborgs-Posten.
I januari 2024 meddelades det att hon blivit medlem i Kristdemokraterna och att partiets nomineringskommitté föreslog att sätta henne högst upp på valsedeln i Europaparlamentsvalet 2024, då den tidigare beslutade toppkandidaten Sara Skyttedal inte längre hade partiets förtroende. På ett extra partifullmäktige i februari valdes hon enhälligt att toppa valsedeln. Kristdemokraterna fick 5,7 % av rösterna i valet och Teodorescu Måwe blev invald som partiets ledamot i parlamentet. I Europaparlamentet är hon ledamot i utskottet för medborgerliga fri- och rättigheter samt rättsliga och inrikes frågor (LIBE) och suppleant i utskottet för utrikesfrågor (AFET).

### Privatliv
År 2019 gifte sig Teodorescu med pianisten Henrik Måwe.

## Samhällsdebatt

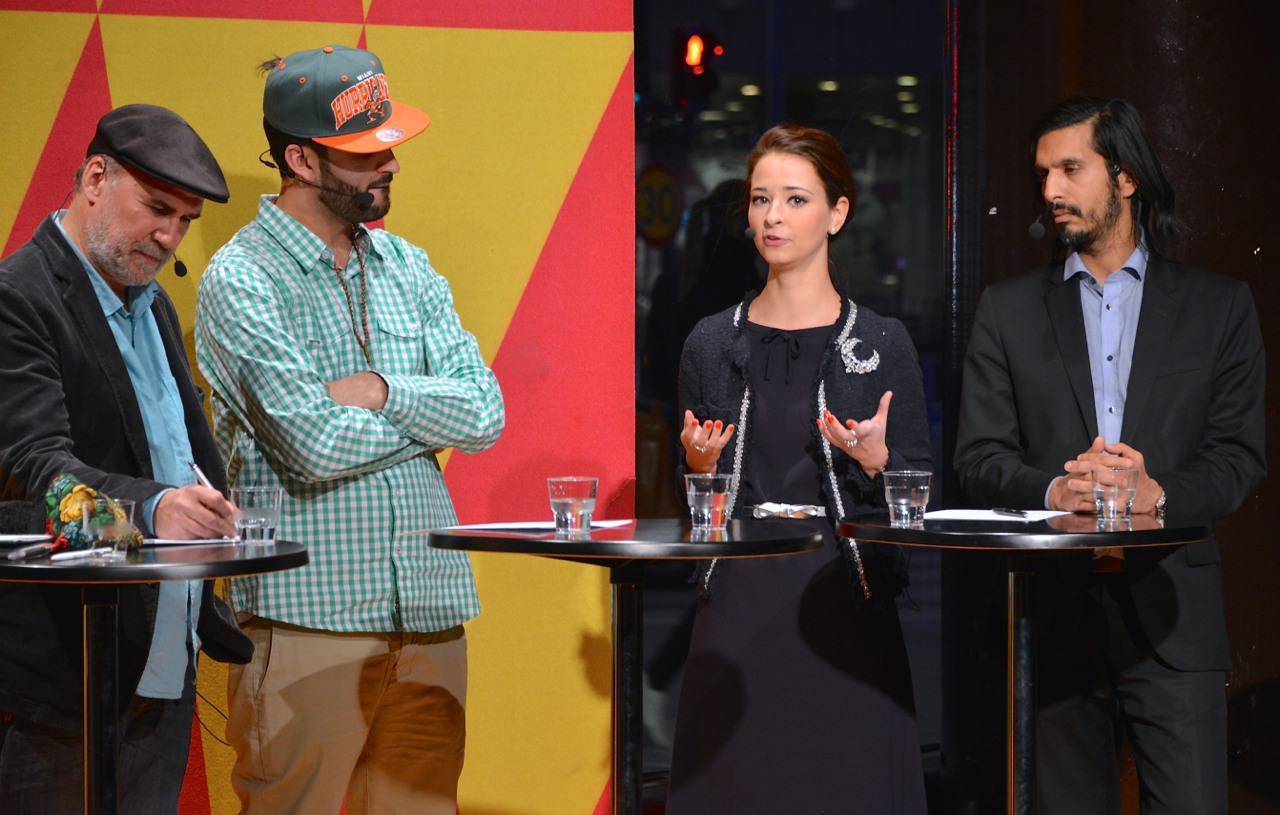
Alice Teodorescu i en debatt på Kulturhuset Stadsteatern i Stockholm 2014 om vi ska kvotera representation och innehåll på våra scener. Övriga debattörer: Ale Möller, Behrang Miri och Qaisar Mahmood.

Teodorescu Måwe har riktat kritik mot könskvotering i bolagsstyrelser och förespråkat en borgerlig jämställdhetspolitik som utgår ifrån individen i stället för kollektivet. Hon har också skrivit artiklar om svensk integrationspolitik och utbildning. Den 27 juli 2015 var hon sommarvärd i Sveriges Radios program Sommar i P1. Den 30 december samma år var hon även vinterpratare i P1.
I en uppmärksammad debatt i Sveriges radios program P1 Debatt 2014 efterlyste Teodorescu Måwe en tydlig definition av begreppet "rasist" och ifrågasatte om rasismen i Sverige var strukturell. Hon menade också att debatten borde vara mera nyanserad och mindre dogmatisk och polariserande. Programledaren (Alexandra Pascalidou), den ansvariga utgivaren (Louise Welander) för samhällsredaktionen på P1 och programmets producent (Marie-Jeanette Löfgren) bad senare Teodorescu Måwe om ursäkt för hur hon hade bemötts i programmet.
Teodorescu Måwe har i samband med kriget mellan Hamas och Israel intagit en stark pro-israelisk position i samhällsdebatten. 2024 föreslog hon att alla som ska bli medborgare i Sverige måste erkänna Israel som stat. I en intervju med SVT Nyheter sa hon: "Många av dem som ägnar sig åt ”Hamas-kramande” i de här demonstrationerna, ställer sig också inte bakom andra värderingar som vi tar för givna i en svensk kontext"